# Meet You There
Meet You There es el sexto álbum de estudio de la banda canadiense Walk off the Earth. Fue lanzado el 23 de julio de 2021 con la discográfica de la banda Golden Carrot Records. El disco contiene 10 canciones y una versión a capela del sencillo "Farther We Go". Su lanzamiento fue precedido por siete sencillos lanzados entre 2020 y 2021, y que han contado con la participación de artistas como gnash y Lukas Graham. Los artistas Scott Helman, Nate Ruess, DARENOTS y Ryan Marshall (exmiembro de la banda) también participan como artistas invitados y en la composición de las pistas del álbum.

## Lista de canciones
| N.º | Título                              | Duración |  |
| 1.  | «Oh What A Feeling»                 | 3:10     |  |
| 2.  | «Love You Right (con Lukas Graham)» | 3:01     |  |
| 3.  | «Farther We Go»                     | 2:56     |  |
| 4.  | «Nicknames (con gnash)»             | 3:06     |  |
| 5.  | «Anthem»                            | 2:39     |  |
| 6.  | «How it is»                         | 2:41     |  |
| 7.  | «You Give Me More»                  | 2:58     |  |
| 8.  | «Room Key»                          | 3:32     |  |
| 9.  | «this is love»                      | 2:38     |  |
| 10. | «Kickin’ in The Back Door»          | 2:54     |  |
| 11. | «Farther We Go - A capela»          | 2:54     |  |